# Viviers-lès-Offroicourt
Viviers-lès-Offroicourt település Franciaországban, Vosges megyében. Lakosainak száma 27 fő (2022. január 1.). Viviers-lès-Offroicourt Domjulien, Estrennes, Gemmelaincourt és Offroicourt községekkel határos.

## Népesség
A település népessége az elmúlt években az alábbi módon változott:
| Lakosok száma | 25   | 32   | 35   | 36   | 36   | 37   | 34   | 30   | 27   |
|               | 2013 | 2015 | 2016 | 2017 | 2018 | 2019 | 2020 | 2021 | 2022 |